# Studiendauer
Die Studiendauer oder Studienzeit ist die Zeitdauer, die Studenten benötigen, um das angestrebte Diplom oder Lizenziat zu erarbeiten. Beeinflusst wird die Studiendauer durch wirtschaftliche, personenbezogene und strukturelle Faktoren.

## Einflussfaktoren auf die Studiendauer
Individuelle Faktoren: hier hat vor allem die finanzielle Situation der Studenten einen Einfluss. Die Notwendigkeit, Geld zu verdienen, verlängert die Studiendauer deutlich (siehe auch Werkstudent). Des Weiteren spielt die Kindererziehung vor allem bei weiblichen Studenten eine wichtige Rolle. Individuelle Merkmale, die die Studienzeit verkürzen, beziehen sich primär auf den Erfolg der Studenten: überdurchschnittliche Noten bei der Maturität/Abitur sind ein Indikator für eine kürzere Studiendauer. Die soziale Herkunft des Studenten hat nur einen geringen Einfluss auf die Studiendauer. Da in diesem Punkt erhebliche Unterschiede zwischen Österreich, der Schweiz und Deutschland auftreten, steht zu vermuten, dass in diesem Punkt der bildungspolitische Einfluss erheblich ist.
Gesamtwirtschaftliche Faktoren (wie z. B. die Situation auf dem Arbeitsmarkt) können sich sowohl studienverlängernd als auch studienverkürzend auswirken. Einige Studenten sehen eine schlechte Arbeitsmarktlage als Motivation, ihren Studienabschluss herauszuzögern bzw. sich direkt nach Studienabschluss weiterzubilden. Andere hingegen sehen eine kurze Studiendauer als Wettbewerbsvorteil auf dem Arbeitsmarkt sowie als Maßnahme zur Erhöhung des Lebenseinkommens und zur Verlängerung der Lebensarbeitszeit an. Die beiden Effekte scheinen sich mehr oder weniger gegenseitig aufzuheben.
Institutionelle Faktoren wie Studienpläne, Studienordnungen, Prüfungsorganisation, aber auch Verfügbarkeit von Lehrpersonal und Studentenzahlen in einem Studiengang haben einen ausschlaggebenden Einfluss auf die durchschnittliche Studiendauer an einer Hochschule oder einer Fakultät. Auch die Ausstattung eines Fachbereichs und das Betreuungs- und Beratungsangebot (zusammen mit Lehre und Studienberatung) für die Studenten ist ein wichtiger Einflussfaktor auf die Studiendauer. Für die Studiendauer weiblicher Absolventen hat sich auch das Angebot an Kinderbetreuung als wichtiger Einfluss erwiesen. Für eine niedrige Studiendauer, vor allem im Zusammenhang mit den neuen gestuften Bachelor- und Masterstudiengängen, ist eine gute Studienberatung und Studienplanung sehr wichtig.